# Martim Afonso do Amaral
Martim Afonso do Amaral (1200 -?) foi um fidalgo e Cavaleiro medieval português, foi Senhor da Honra de Amaral, localidade de Santo Adrião do Sul e da Honra do Souto de Lourosa em Viseu. Corria o ano de 1258 era detentor de vastos bens na localidade de Pindelo dos Milagres, também em São Pedro de Sul, particularmente o Casal da Várzea, assim como em Pinhel.

## Relações familiares
Foi filho de Afonso Ermigues do Amaral. Casou com uma senhora cujo nome a história não regista de quem teve:
1. Lourenço Martins do Amaral (1230 -?) casou com Prisca, fidalga Aragoneza que veio para Portugal com a Rainha Santa Isabel de quem foi Camareira Mor.
2. Margarida Martins do Amaral Casou com Gonçalo Rodrigues Moreira.